# ماجيك!
ماجيك! (بالإنجليزية: Magic!)‏ هي مجموعة ريغي الانصهار كندية. أول ألبوم لها، لا تقتل ماجيك، وصدر في عام 2014. من أهم أغانيهم ريدو.

## روابط خارجية
- ماجيك! على موقع ميوزك برينز (الإنجليزية)
- ماجيك! على موقع أول ميوزيك (الإنجليزية)
- ماجيك! على موقع ديسكوغز (الإنجليزية)